# Degersheim
Degersheim est une commune suisse du canton de Saint-Gall, située dans la circonscription électorale de Wil.

Photo aérienne par Walter Mittelholzer (1922)